# Basteja przy Baszcie Tkaczy

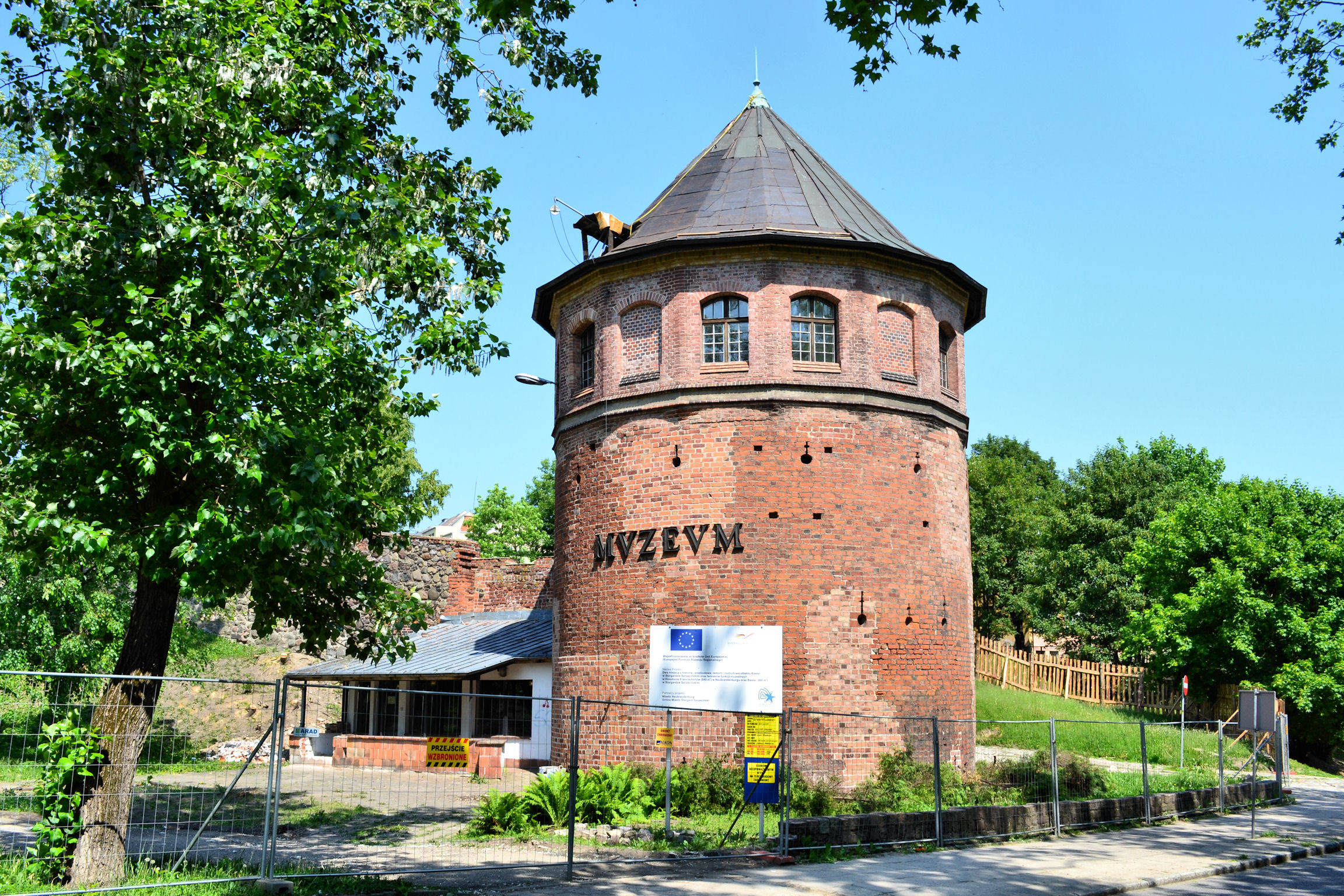
Basteja (w trakcie remontu)

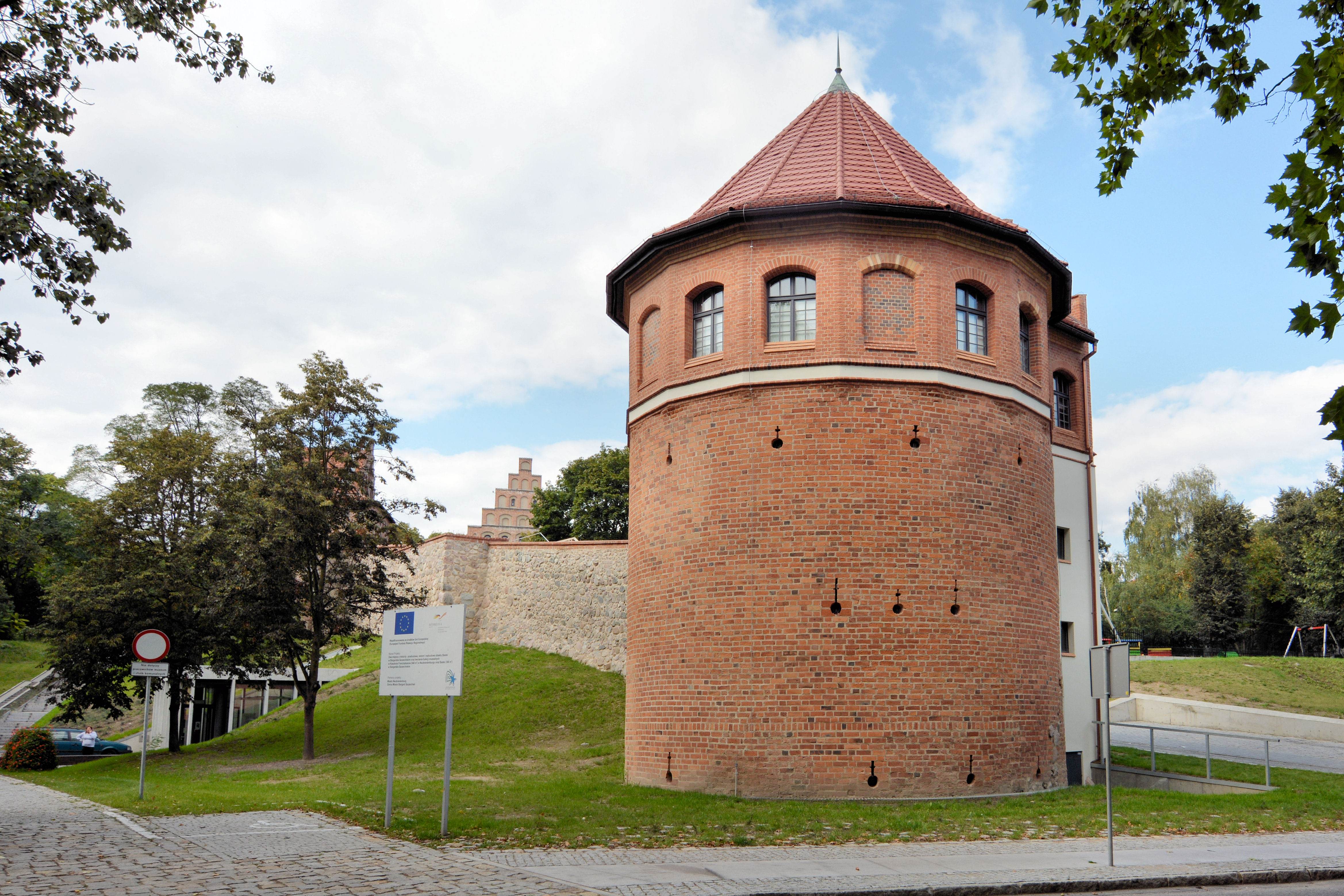
Basteja (po zakończonej renowacji)

Basteja (przy baszcie Tkaczy) – basteja w Stargardzie Została wzniesiona w XVI wieku z myślą o nowym sposobie obrony obwałowań miejskich, opartym o broń palną. Dlatego na jej ścianach zewnętrznych rozmieszczone zostały liczne otwory strzelnicze: kluczowe i szczelinowe. Na górze budowli znajdowała się platforma do ustawiania armat.
W XIX wieku basteja utraciła znaczenie militarne. Została podwyższona o jedno piętro i przystosowana do funkcji mieszkalnych.
W 1945 roku basteja została zniszczona i przez kilka dekad pozostawała w ruinie. Została odbudowana w latach 1979–1980, a jej wnętrze przystosowano do funkcji muzealnych. Obecnie, od czerwca 2013 roku, w przebudowanej i wyremontowanej Bastei znajduje się multimedialna wystawa stała Muzeum Archeologiczno-Historycznego w Stargardzie o historii miasta do lat 20. XX wieku. Oprócz wystawy, w Bastei organizowane są spotkania, wykłady historyczne oraz urodziny dla dzieci i gry typu escape room dla dorosłych.
Basteja przy Baszcie Tkaczy jest jedyną w całości zachowaną z trzech budowli tego typu w Stargardzie. Są one unikatem w skali Pomorza. Basteja, Kolegiata Mariacka i mury obronne rozporządzeniem Prezydenta RP z dnia 17 września 2010 została uznana za pomnik historii.